# Dorothy Martin
Dorothy Martin (Budapest, Hungría; 11 de abril de 1986) es una cantante y compositora de rock, modelo y actriz
húngara-estadounidense, líder del grupo Dorothy. Sus temas como Raise Hell, Dark Nigth, Freedom, Flawless, Gun in my hand, Whiskey Fever y Wicked ones lograron gran éxito comercial.

## Carrera
Martin es la cantante de la banda de rock Dorothy que lanzó un álbum de debut de estudio llamado Rockisdead a través de Roc Nation Records en junio de 2016. En 2015, su canción Wicked ones se utilizó para anuncios de televisión de las marcas Levi’s y Gatorade, y en Argentina como cortina del programa MasterChef Celebrity Argentina.
En la banda que ella lideró pasaron músicos como Dylan Howard, Gregg Cash, Zac Morris, Mark Jackson, Nick Maybury y Owen Barry. Actualmente el grupo musical se encuentra conformado por el baterista Jason Ganberg, los guitarristas Nick Perri y Eli Wulfmeier y el bajista Eliot Lorango.
Los Rolling Stone se refirieron a ellos como "una banda que debes conocer" y nombraron a Dorothy la banda # 14 en sus 50 mejores artistas nuevos de la lista de 2014 después del lanzamiento de su debut auto-titulado EP
Junto a su banda dio música a películas, juegos y series tales como Forza Horizon 4, The Shanghai Job, American Satan, Conan, Crónicas vampíricas, Madden NFL 17 y The Walking Dead: Michonne. Intervino como actriz en cortos musicales como fueron en el caso de Awakening Arthur (2010), A Typical Weekday with Writer-Director John Hudson (2011) y Raise Hell. En el 2011 encarna a Claudia en la película Cornered.
Ha aparecido en la revista Maxim, en Scrubs de ABC y tuvo una voz en off y papel principal como escritora en Goretorium: Music for the Demented Mind de Eli Roth. También ha aparecido en películas independientes y, en la web, en entrevistas para publicaciones en línea como Cavemag, Guyism, Guyspeed y Brobible. En 2011 asistió al Musician's Institute en Hollywood y lanzó un EP homónimo a través de iTunes. Tuvo el placer de trabajar con personas como Jennifer López, 3 Doors Down, Simple Plan, Rob Thomas. A principios de 2013 se embarcó en una colaboración musical con el compositor de Sexy and I Know It George Robertson y los compositores de Universal / Rondor Mj & Irok.
La modelo y actriz Suki Waterhouse protagonizó el video musical de Dorothy's single "After Midnight". A partir del 3 de enero de 2018 el grupo se embarcó en una extensa gira norteamericana que duró más de dos meses.
También escribe poesías y cuentos para niños. Ha escrito artículos para su blog de belleza y tiene un vivo interés por la moda, la belleza y la cultura gastronómica. Ocasionalmente, dedica su tiempo a donaciones y organizaciones benéficas (Veterans of America), y es una entusiasta de Disneyland y Tim Burton, además de una amante de los animales.

## Filmografía
- 2011: Cornered

## Discografía

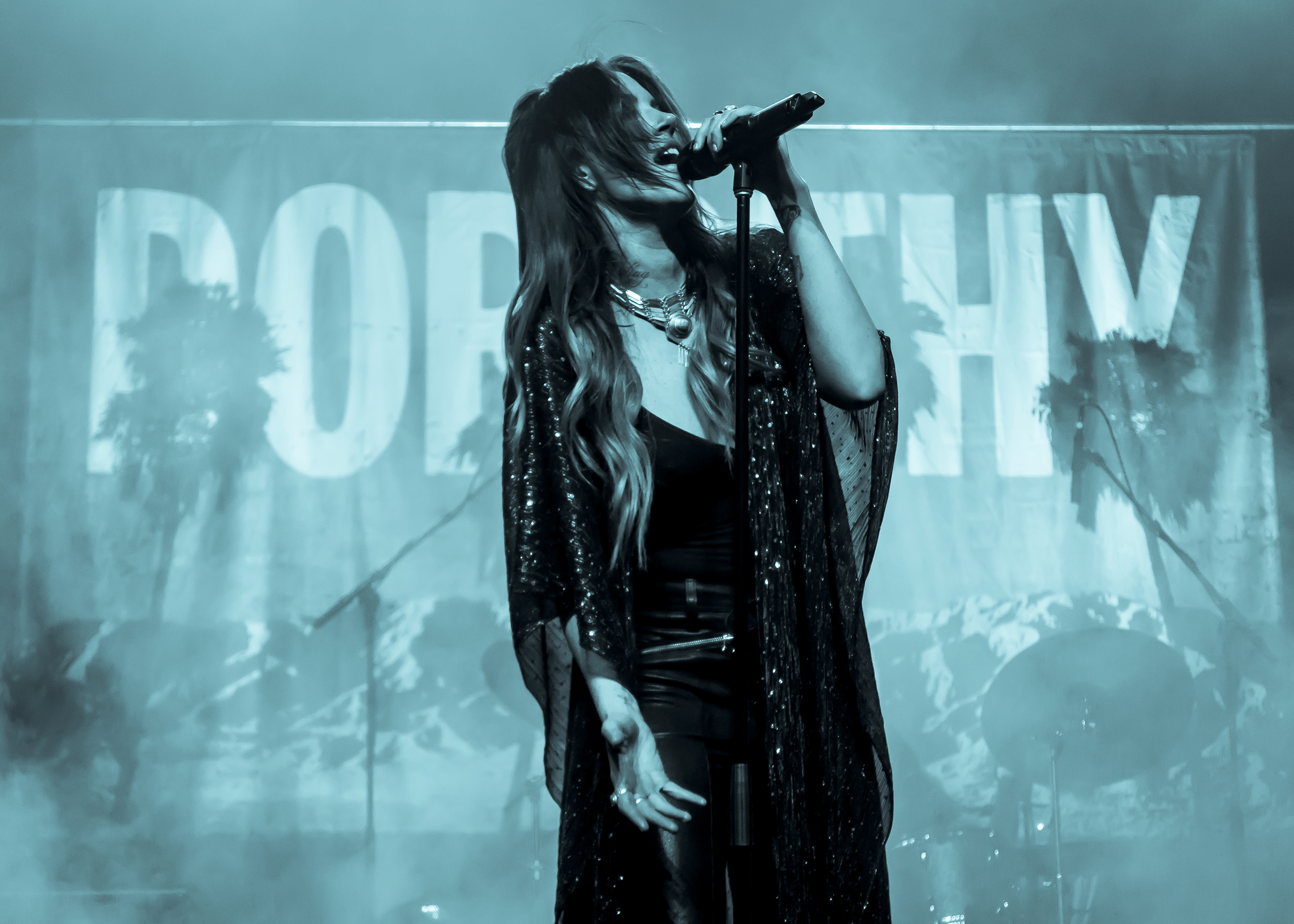
Dorothy en vivo en 2018

### Estudio
| Título                | Detalles                                   |
| --------------------- | ------------------------------------------ |
| Rockisdead            | - 24 de junio de 2016 - Roc Nation Records |
| 28 Days in the Valley | - 16 de marzo de 2018 - Roc Nation Records |

### EP
| Título  | Detalles                                   |
| ------- | ------------------------------------------ |
| Dorothy | - 15 de diciembre de 2014 - Claray Records |

### Sencillos
| Título               | Año  | Posición en listas | Posición en listas | Álbum                 |
| Título               | Año  | EE. UU. Main       | FRA                | Álbum                 |
| -------------------- | ---- | ------------------ | ------------------ | --------------------- |
| "After Midnight"     | 2014 | —                  | —                  | Dorothy               |
| "Wild Fire"          | 2014 | —                  | —                  | Dorothy               |
| "Wicked Ones"        | 2014 | —                  | 117                | Dorothy               |
| "Gun in My Hand"     | 2015 | —                  | —                  | Dorothy               |
| "Bang Bang Bang"     | 2015 | —                  | —                  | Dorothy               |
| "Raise Hell"         | 2015 | 31                 | —                  | Rockisdead            |
| "Get Up"             | 2016 | —                  | —                  |                       |
| "Missile"            | 2016 | —                  | —                  | Rockisdead            |
| "Dark Nights"        | 2016 | 36                 | —                  | Rockisdead            |
| "Down to the Bottom" | 2017 | 35                 | —                  |                       |
| "Flawless"           | 2018 | 8                  | —                  | 28 Days in the Valley |
| "Who Do You Love"    | 2018 | 28                 | —                  | 28 Days in the Valley |